# Comuna Risti
Risti este o comună (vald) din Comitatul Lääne, Estonia.
Comuna cuprinde un târgușor (alevik)- Risti, reședința comunei și 4 sate.

## Localități componente

### Târgușoare
- Risti

### Sate
- Jaakna
- Kuijõe
- Piirsalu
- Rõuma